# 群马医疗福祉大学短期大学部
群马医疗福祉大学短期大学部（日语：／ Gunma Iryō Fukushi Daigaku  Tanki Daigakubu *）是一所位于日本群马县前桥市的私立短期大学。

## 概要

### 简介
- 短期大学为于1996年开办[1]、由学校法人昌贤学园经营、来源于长尾昌贤的学问所于1449年[1]。

### 历史
- 1996年 群马社会福祉短期大学成立并同时设置社会福利学科（社会福利专攻、护理福利专攻）[1]。
- 2001年 社会福利学科（社会福利专攻）招生最后。次年停止招生[1]。
- 2002年 改校名为群马社会福祉大学短期大学部[1]。社会福利学科护理福利专攻变更为护理福利学科[1]。
- 2010年 改校名为群马医疗福祉大学短期大学部[1]。

### 宪章
- 请参看群马医疗福祉大学短期大学部的标志 （页面存档备份，存于） （日語） 2014年1月16日阅览。

## 学校环境
- 校区：在群马县前桥市

## 历任校长
- 鈴木利定：现在短期大学校长[2]

## 组织

### 学科
- 护理福利学科

### 前学科
- 社会福利学科
  - 社会福利专攻[注 1]
  - 护理福利专攻[注 1]

### 专科
| - 没有 |

### 业余课程
| - 没有 |

### 附属机关
| - 图书馆 - 阳明学研究所：成立于1999年 - 福利研究中心：成立于2000年 |

## 相关链接
- 日本短期大学列表
- 群马医疗福祉大学